# Benno Adam
Benno Raffael Adam (Munique, 15 de Julho de 1812 – Kelheim, 8 de Março de 1892) foi um pintor naturalista alemão, especializado em retratos de animais e cenas de caça, naturezas-mortas ou cenas de mercados. Era filho do pintor Albrecht Adam. Muitos dos seus estudos de animais foram popularizados em litografias.

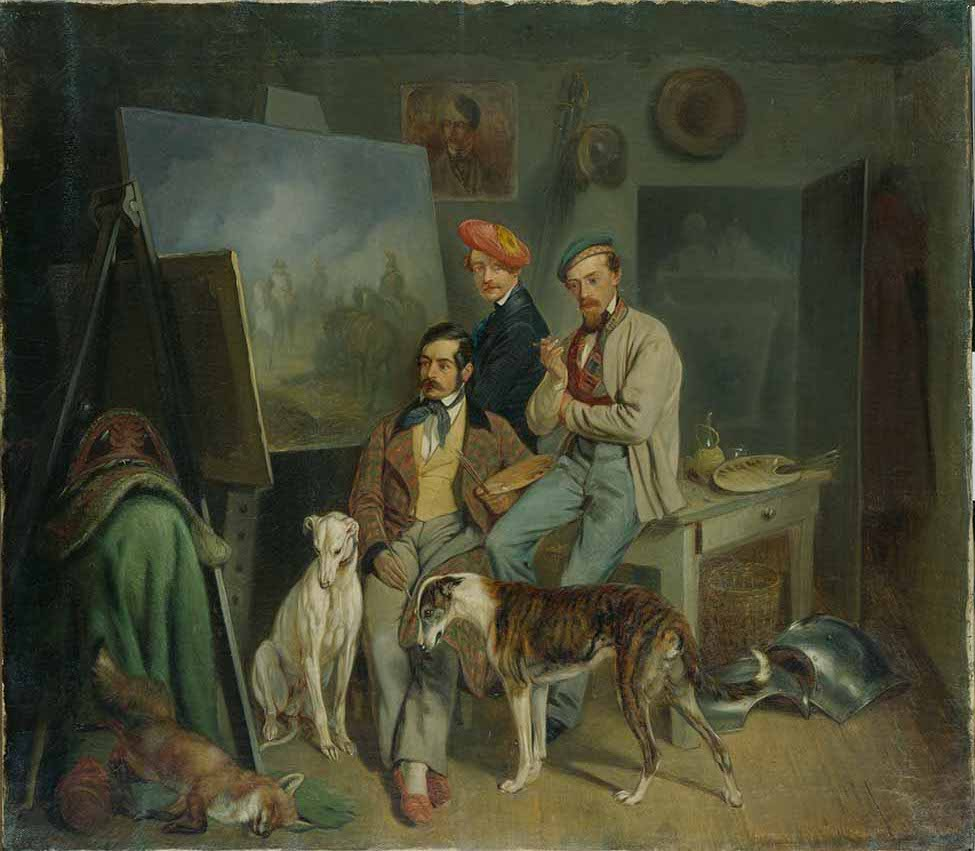
The Adam Brothers (1848), de Benno Adam, à esquerda.

## Vida
Ele era o filho mais velho do pintor Albrecht Adam, e se distinguiu especialmente por suas representações de animais de caça, cães de caça e animais de estimação em composições maiores (caça ao veado e javali, etc.). Ele era associado à colônia de artistas de Chiemsee.
Além de suas pinturas, ele ilustrou vários livros e manuais, incluindo Anleitung zur Rindviehzucht und zur verschiedenartigen Benutzung des Hornviehs (Guia para a criação de gado de corte e o uso diversificado de gado com chifres) por Heinrich Wilhelm von Pabst, JG Cotta, Stuttgart (1851) .
No verão de 1834, casa-se com Josepha Quaglio, filha mais velha do pintor e arquiteto Domenico Quaglio . Seu filho Emil Adam também se tornou pintor. Os irmãos de Benno Adam eram os pintores Franz e Eugen Adam.

## Pinturas selecionadas

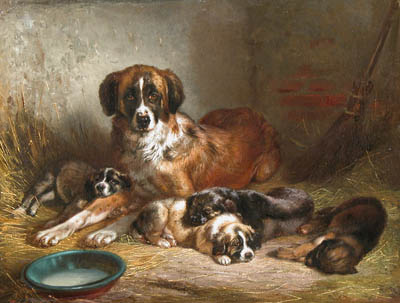
Boiadeiro de Berna e seus filhotes (1862)
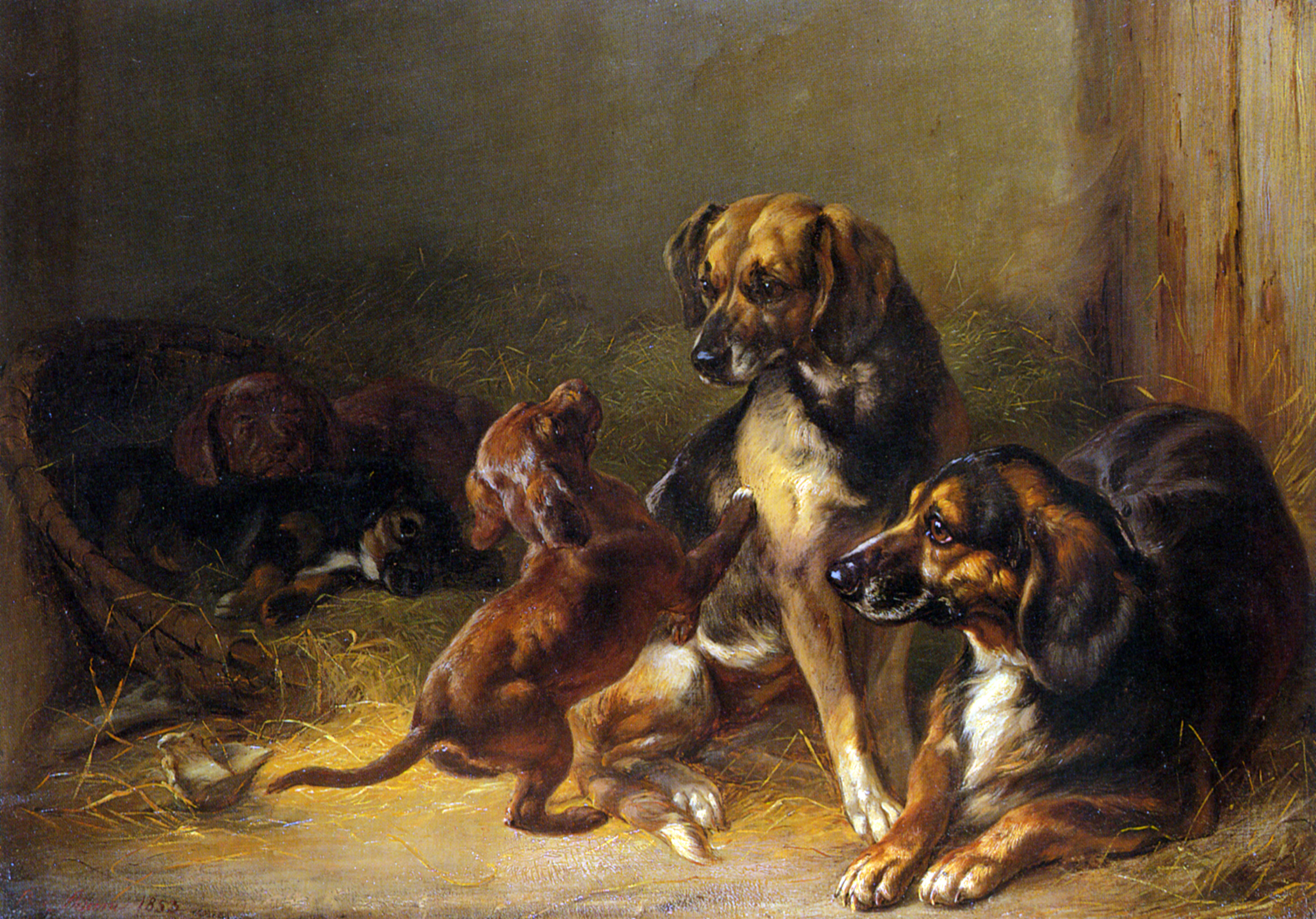
Cães e Filhotes (1853)
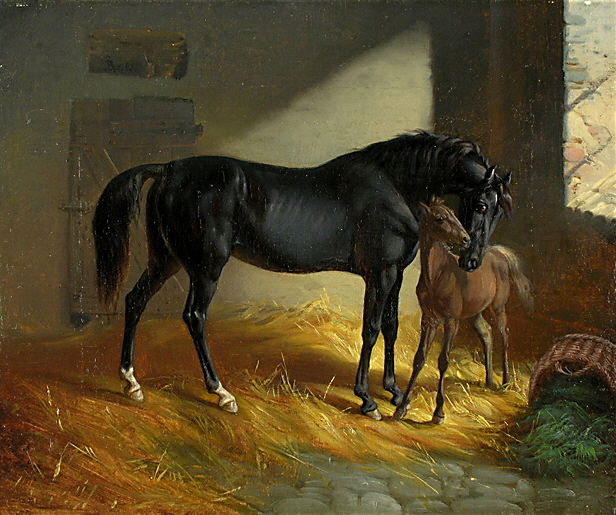
Égua e seu potro
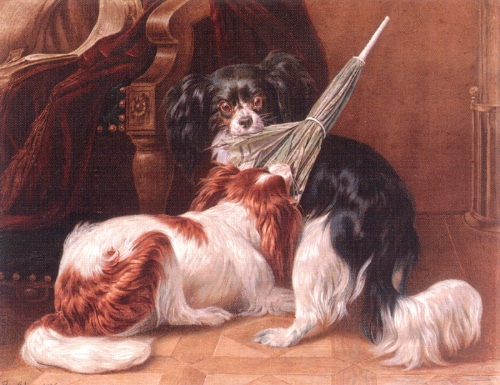
King Charles Spaniels
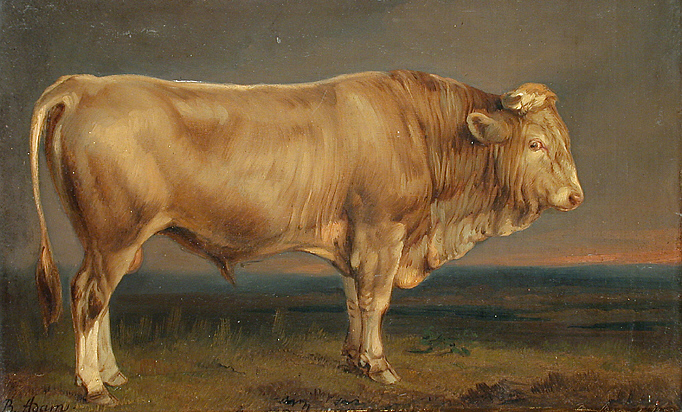
Touro
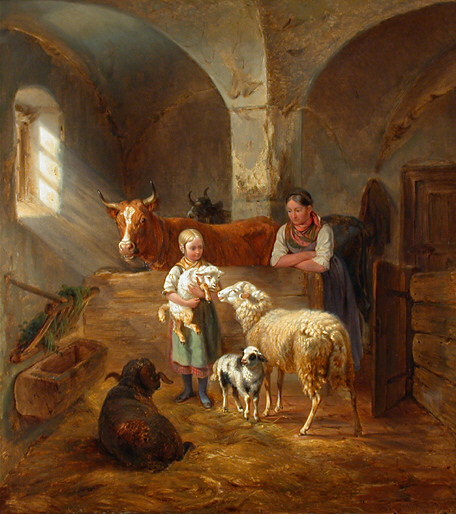
Na tenda